# Theodōros Papaloukas
Theodōros Papaloukas (in greco Θεόδωρος Παπαλουκάς?; Atene, 8 maggio 1977) è un ex cestista greco che giocava come playmaker.

## Carriera
Iniziò la sua carriera professionistica in squadre minori come Ethnikos Ellinoroson o Ampelokipi Atene, per poi passare al Dafni Atene e al Panionios, finché nel 2001 fu ingaggiato dall'Olympiakos con cui giocò inizialmente solo una stagione.
Nel 2002 infatti accettò l'offerta del CSKA Mosca. La squadra moscovita, nella stagione 2004-05, era la grande favorita dell'Eurolega, anche perché le final four si disputavano proprio a Mosca. Papaloukas guidò il CSKA all'impressionante record di 19 vittorie su 20 prima delle Final Four. Sembrava tutto scritto, con il CSKA dato per dominatore; invece, contro ogni pronostico, il titolo andò al Maccabi Tel Aviv, mentre il CSKA fu battuto dal TAU Vitoria e dal Panathinaikos e chiuse solo quarto.
Papaloukas ebbe modo di rifarsi tra la tarda estate del 2005 e la primavera del 2006. Ai Campionati europei di Belgrado portò la Grecia al suo secondo titolo continentale dopo quello del 1987 con due prestazioni positive nella semifinale contro la Francia e nella finale contro la Germania. In semifinale la squadra greca era sotto di 7 punti a 47 secondi dalla fine; Papaloukas e Nikos Zīsīs guidarono la rimonta e la Grecia vinse 67-66 con un canestro sulla sirena di Dīmītrīs Diamantidīs. In finale Papaloukas segnò 22 punti, limitò le prestazioni di Dirk Nowitzki e la compagine greca fu campionessa d'Europa. Con l'arrivo di Ettore Messina sulla panchina del CSKA, il 30 aprile 2006 la squadra moscovita tornò a vincere l'Eurolega per la prima volta dai tempi di Sergej Belov, battendo in finale a Praga il Maccabi Tel Aviv, vincitore delle due precedenti edizioni. Papaloukas fu nominato miglior giocatore delle Final Four.
Al Mondiale 2006 la Grecia fece percorso netto tra girone eliminatorio (dove perse però Nikos Zīsīs per una gomitata subita dal brasiliano Anderson Varejão) e semifinale, dove mise fine all'avventura degli Stati Uniti. In finale, tuttavia, ad imporsi fu la Spagna per 70-47. Nella stagione dell'Eurolega il CSKA arrivò alla final four di Atene. In semifinale Papaloukas e compagni eliminarono l'Unicaja Malaga dopo un'emozionante partita in cui la squadra di Malaga s'arrese solo nell'ultimo minuto. In finale il CSKA, tuttavia, non riuscì ad imporsi contro il Panathinaikos. Papaloukas fu comunque nominato miglior giocatore della regular season.
In estate fu ad un passo dal trasferirsi nel mondo della NBA, salvo poi accettare il rinnovo triennale da tre milioni e mezzo di euro a stagione propostogli dal CSKA. Dopo la trionfale annata 2007-08, nel giugno 2008 decise di ritornare in patria, per giocare nell'Olympiakos, dopo aver vinto ben due Euroleghe con il CSKA Mosca di Ettore Messina.

## Statistiche

### Eurolega
| Anno       | Squadra          | PG  | PT | MP   | TC%  | 3P%  | TL%  | RP  | AP   | PRP | SP  | PP  |
| ---------- | ---------------- | --- | -- | ---- | ---- | ---- | ---- | --- | ---- | --- | --- | --- |
| 2001-2002  | Olympiakos       | 19  | 13 | 27,0 | 46,9 | 33,3 | 67,1 | 2,9 | 4,0  | 2,0 | 0,2 | 8,4 |
| 2002-2003  | CSKA Mosca       | 21  | 1  | 16,5 | 45,3 | 28,0 | 63,0 | 2,0 | 3,4  | 1,1 | 0,0 | 4,7 |
| 2003-2004  | CSKA Mosca       | 21  | 0  | 17,4 | 45,7 | 17,2 | 78,2 | 1,7 | 2,7  | 1,5 | 0,1 | 6,3 |
| 2004-2005  | CSKA Mosca       | 23  | 0  | 18,5 | 61,1 | 41,2 | 67,9 | 2,3 | 3,8  | 1,3 | 0,1 | 7,6 |
| 2005-2006† | CSKA Mosca       | 24  | 0  | 22,8 | 54,9 | 27,5 | 73,6 | 3,1 | 4,0  | 1,8 | 0,2 | 9,2 |
| 2006-2007  | CSKA Mosca       | 25  | 3  | 24,4 | 57,8 | 34,1 | 71,6 | 3,2 | 5,4  | 1,7 | 0,2 | 9,8 |
| 2007-2008† | CSKA Mosca       | 23  | 0  | 21,8 | 50,0 | 24,2 | 69,0 | 2,7 | 4,6  | 1,2 | 0,0 | 7,7 |
| 2008-2009  | Olympiakos       | 22  | 2  | 25,1 | 61,2 | 36,8 | 63,6 | 2,7 | 5,2  | 1,1 | 0,0 | 8,0 |
| 2009-2010  | Olympiakos       | 19  | 0  | 24,4 | 56,1 | 35,1 | 64,3 | 2,1 | 5,1* | 1,3 | 0,1 | 7,4 |
| 2010-2011  | Olympiakos       | 18  | 0  | 21,4 | 47,0 | 21,4 | 60,9 | 2,6 | 3,8  | 1,6 | 0,0 | 5,4 |
| 2011-2012  | Maccabi Tel Aviv | 20  | 1  | 9,6  | 43,5 | 33,3 | 72,0 | 1,2 | 1,6  | 0,6 | 0,0 | 3,0 |
| 2012-2013  | CSKA Mosca       | 17  | 0  | 11,1 | 37,9 | 33,3 | 78,6 | 1,5 | 2,3  | 0,5 | 0,1 | 2,2 |
| Carriera   | Carriera         | 252 | 20 | 20,2 | 52,6 | 30,0 | 69,4 | 2,4 | 3,9  | 1,3 | 0,1 | 6,8 |

## Palmarès

### Squadra

#### Competizioni nazionali
- Campionato russo: 7

CSKA Mosca: 2002-03, 2003-04, 2004-05, 2005-06, 2006-07, 2007-08, 2012-13
- Campionato israeliano: 1

Maccabi Tel Aviv: 2011-12
- Coppa di Grecia: 3

Olympiacos: 2001-02, 2009-10, 2010-11
- Coppa di Israele: 1

Maccabi Tel Aviv: 2011-12
- Coppa di Russia: 3

CSKA Mosca: 2004-05, 2005-06, 2006-07
- Coppa di Lega israeliana: 1

Maccabi Tel Aviv: 2011

#### Competizioni internazionali
- Eurolega: 2

CSKA Mosca: 2005-06, 2007-08
- Lega Adriatica: 1

Maccabi Tel Aviv: 2011-12
- VTB United League: 1

CSKA Mosca: 2012-13

### Nazionale
- Medaglia d'oro agli Europei di pallacanestro: 1

2005
- Medaglia d'argento ai Mondiali di pallacanestro: 1

2006

### Individuale
- Euroleague MVP: 1

CSKA Mosca: 2006-07
- Euroleague Final Four MVP: 1

CSKA Mosca: 2005-06
- All-Euroleague First Team: 2

CSKA Mosca: 2005-06, 2006-07
- All-Euroleague Second Team: 2

CSKA Mosca: 2007-08, 2008-09
- FIBA Europe Player of the Year Award: 1

CSKA Mosca: 2006
- MVP Coppa di Russia: 1

CSKA Mosca: 2005-06
- FIBA World Cup All-Tournament Teams: 1

2006